# Nils Gabriel Sefström

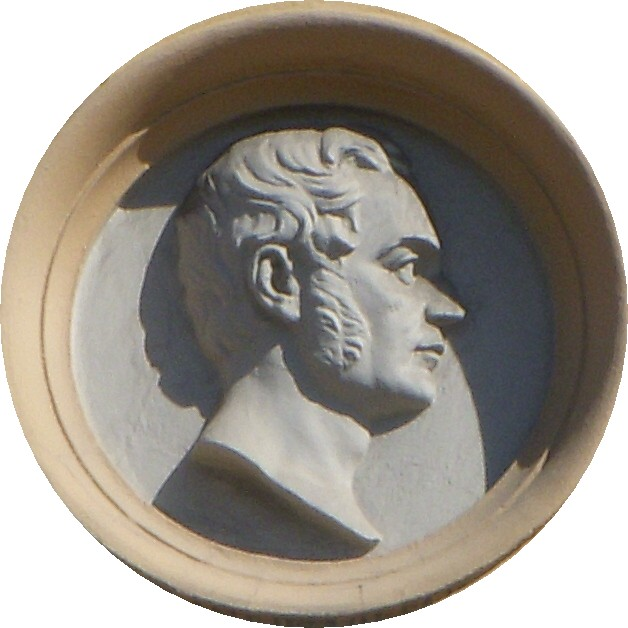
Nils Gabriel Sefström

Nils Gabriel Sefström (2 juni 1787 – 30 november 1845) was een Zweeds scheikundige. Sefström studeerde  bij Berzelius. Bij het bestuderen van de brosheid van staal in 1830, herontdekte hij het chemisch element vanadium.
Vanadium werd in 1801 ontdekt door de Spaans-Mexicaanse mineraloog Andrés Manuel del Río. Hij noemde het erythronium. Friedrich Wöhler bevestigde later dat vanadium en erythronium hetzelfde waren. 
Sefström werd in 1815 lid van de Koninklijke Zweedse Academie voor Wetenschappen.